# Hans Severin
Hans Severin (* 6. Mai 1920 in Grafenwöhr; † 17. April 2008 in Sprockhövel) war ein deutscher Hochschul-Professor für Hochfrequenztechnik.

## Leben
Die Familie Severin stammte ursprünglich aus Bochum. Seine Eltern waren Ludwig Severin (1892–1973), Major der Luftwaffe, und Margarete (* 1895), geb. Hensel.
Ab 1939 studierte er Physik in Jena und Göttingen. Während des Zweiten Weltkriegs wirkte er zunächst als Mitarbeiter der Luftfahrtforschungsanstalt in München, bevor er 1942 nach Göttingen zurückkehren konnte. Im Jahr 1943 wurde er dort mit seiner Dissertation Über die Absorptionsspektren einiger wasserhaltiger Salze des Erbiums promoviert.
Anschließend war er dort einige Jahre lang wissenschaftlicher Mitarbeiter und Assistent. Von 1952 bis 1953 arbeitete er an der Forschungs- und Versuchsanstalt der Schweizerischen Post-, Telefon- und Telegrafenbetriebe (PTT). Im Jahr 1954 habilitierte er sich in Göttingen mit der Schrift Die Quetschleitung, ein einfaches und universelles Messgerät im Bereich der Zentimeterwellen.
Von 1955 bis 1956 war er am David Sarnoff Research Center der Radio Corporation of America (RCA) tätig. Ein Jahr später, 1957, wurde er Leiter der Forschungsabteilung „Mikrowellen“ und Prokurist des Philips-Forschungslaboratoriums in Hamburg. 1960 wurde er Außerordentlicher Professor an der Universität Hamburg und 1965 Inhaber des Lehrstuhls für Hoch- und Höchstfrequenztechnik an der Ruhr-Universität Bochum. Dies blieb er bis zu seiner Emeritierung im Jahr 1985.
Zu seinen Forschungsschwerpunkten gehörten elektromagnetische Wellen sowie die Mikrowellen- und Millimeterwellentechnik. Er betreute zahlreiche Diplom- und Doktorarbeiten. Zu seinen Doktoranden zählen auch spätere Hochschullehrer, wie Heinz Chaloupka.
Hans Severin wurde 87 Jahre alt.

## Schriften (Auswahl)
- 100 Jahre elektromagnetische Wellen. In: Frequenz. Band 43, Nr. 7–8, 1989, S. 178 ff., doi:10.1515/FREQ.1989.43.7-8.178.
- Hochvakuumbeschichten. Kunststoffe elektromagnetisch abschirmen. In: Engineering. 1989.
- Die Quetschleitung, ein einfaches und universelles Messgerät im Bereich der Zentimeterwellen. In: Technische Mitteilungen der Schweizerischen Post-, Telefon- und Telegrafenbetriebe (PTT). Band 33, Nr. 3, 1955, S. 130–135, doi:10.5169/seals-874223.
- Zur Theorie der Beugung elektromagnetischer Wellen. In: Zeitschrift für Physik. 1. Juli 1951, doi:10.1007/BF01379593.
- Der Schlitzstrahler, ein magnetischer Dipol für Zentimeterwellen. In: Physics. 1. Februar 1950.
- Absorptionsspektrum und Strahlungsfelder des Ho+++-Ions in festen Salzen. In: Zeitschrift für Physik. 1. Juli 1949.